# Gedenkstätte „Zeichen der Erinnerung“ am Nordbahnhof Stuttgart

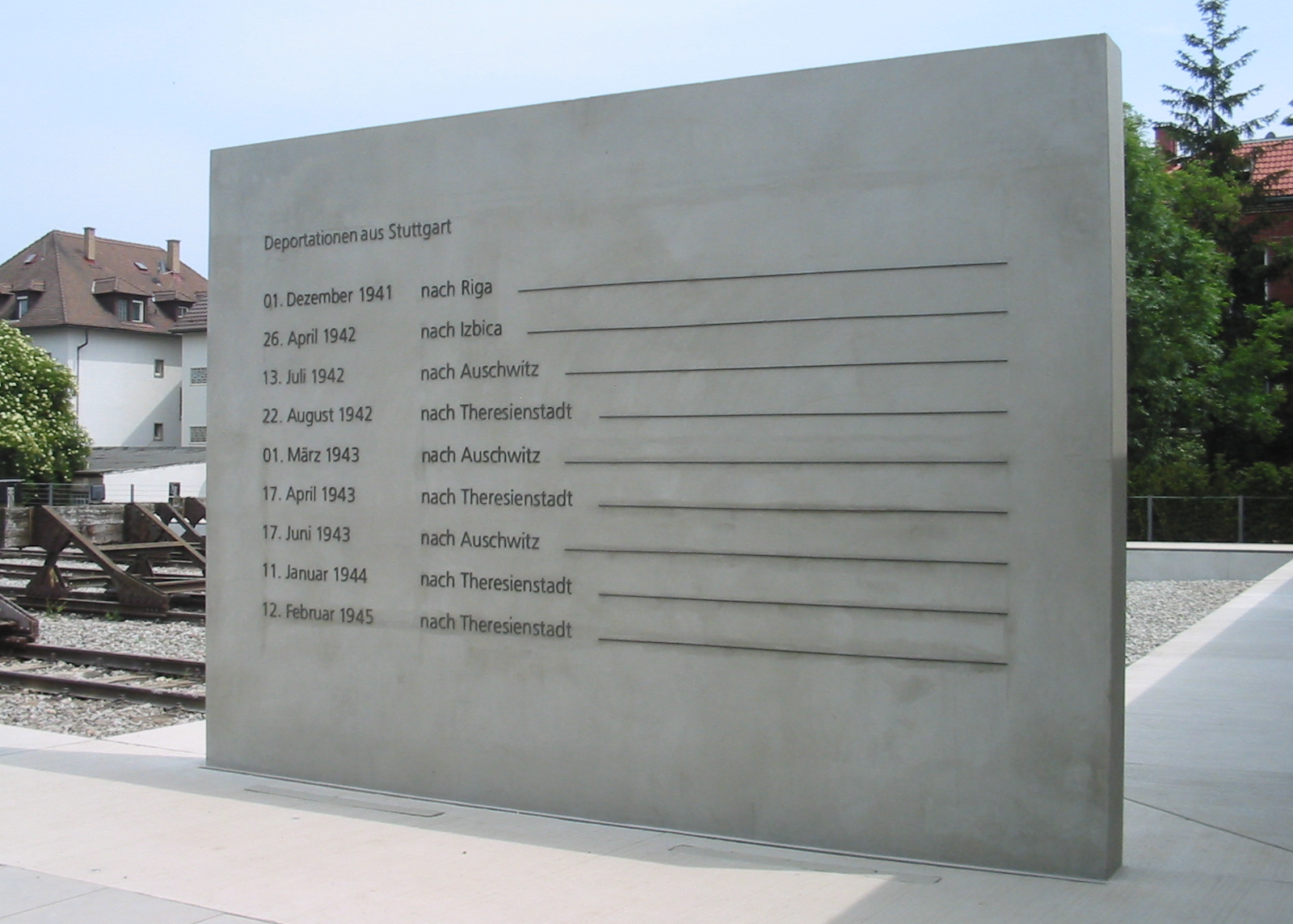
Mauer mit den Daten der Deportationen aus Stuttgart

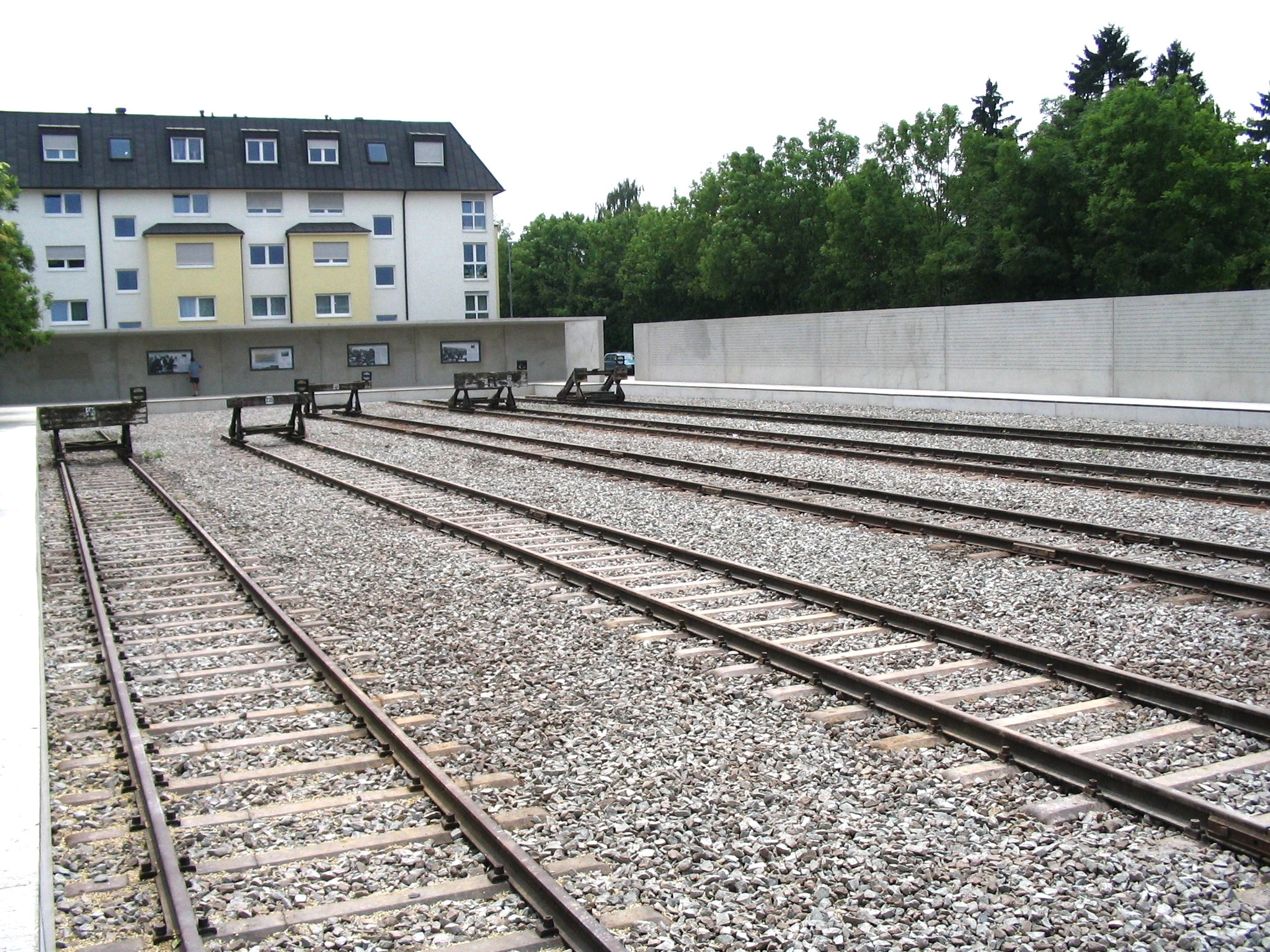
Die Gleise und rechts die Mauer mit den Namen der Deportierten

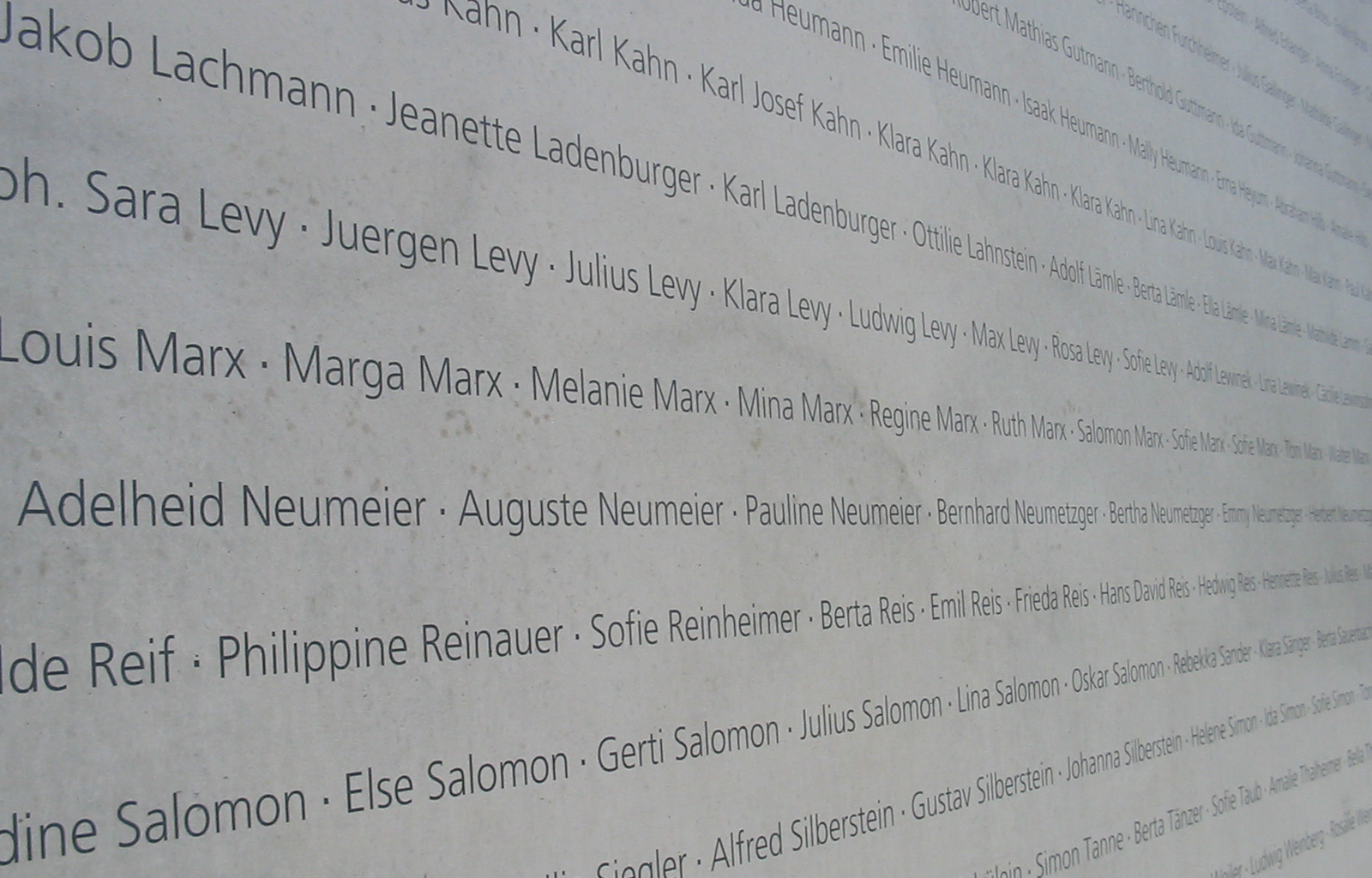
Mauer mit den Namen der Deportierten

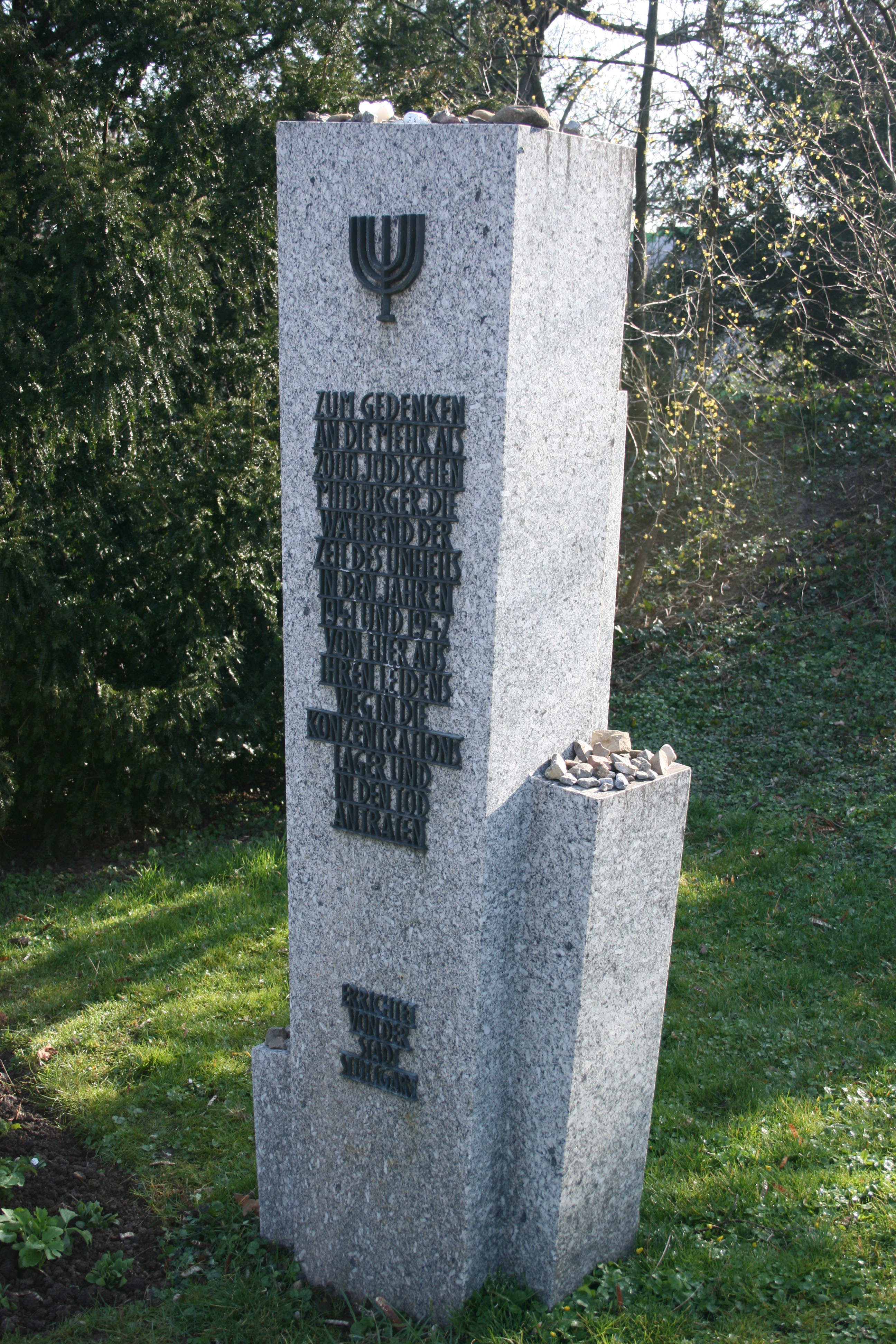
Gedenkstein im naheliegenden Höhenpark Killesberg, der zum Sammellager umfunktioniert wurde

Die Gedenkstätte „Zeichen der Erinnerung“ am Nordbahnhof Stuttgart erinnert daran, dass von diesem Ort unter der Herrschaft des nationalsozialistischen Regimes zwischen 1941 und 1944 mehr als 2600 Jüdinnen und Juden aus Stuttgart, Württemberg und Hohenzollern „in den Osten“, das heißt zu ihrer Ermordung, deportiert wurden. Fast alle diese Menschen wurden dann in der Shoah (NS-Judenverfolgung) bis 1945 ermordet.

## Standort
Es handelt sich um ein altes Güterbahngelände am „inneren Nordbahnhof“ zwischen Pragfriedhof und Nordbahnhofstraße, auf dem noch heute die ursprünglichen Schienen und Prellböcke zu sehen sind. Die fünf Gleise werden nun von einer 70 Meter langen Mauer begrenzt, auf der die Namen der über 2600 von der Stuttgarter Gestapodienststelle deportierten jüdischen Einwohner der Region Stuttgart sowie von Sinti aus ganz Südwestdeutschland zu lesen sind. Am Kopfende der Gleisanlage befindet sich eine weitere, überdachte Wand mit Informationstafeln über die rassistischen Verfolgungsmaßnahmen vor Ort.

## Die einzelnen Deportationen, Züge und deren Zielort
Der erste Deportationszug fuhr von hier am 1. Dezember 1941 mit etwa tausend gefangenen Menschen nach Riga in das Konzentrationslager Jungfernhof der SS ab. Von ihnen wurden bis auf rund zwanzig Personen alle ermordet.
Die weiteren Sammeldeportationen waren am:
- 26. April 1942 in das Sammellager Izbica bei Lublin,
  - 285 Personen nach Iżbica, es folgt die Ermordung in den Vernichtungslagern Belzec und Lublin-Majdanek, keine Überlebenden
- 13. Juli 1942 in das Vernichtungslager Auschwitz
  - 40 Personen, keine Überlebenden
- 22. August 1942 in das KZ Theresienstadt
  - etwa 1100 Personen, davon ungefähr 50 Überlebende
- 1. März 1943 nach Auschwitz
  - 35 Personen, davon überlebt eine Person
- 17. April 1943 nach Theresienstadt und Auschwitz
  - 20 Personen, 4 Überlebende
- 17. Juni 1943: 15 Personen nach Auschwitz (die meisten werden ermordet)
  - und rund 10 Personen nach Theresienstadt
- 24. September: 2 Personen nach Auschwitz
- 11. Januar 1944: 80 Personen nach Theresienstadt
  - Deportation von sog. »Mischehepartnern«, ungefähr 60 Überlebende
- 30. November 1944 weitere Deportation von sog. »Mischehepartnern« ins Durchgangslager Bietigheim;
  - teilweise werden sie in ein Lager bei Wolfenbüttel weiter transportiert
- 12. Februar 1945 weitere Deportation von sog. »Mischehepartnern« nach Theresienstadt (ab Bietigheim)
  - von den ca. 160 Personen überleben auf Grund des raschen Kriegsendes fast alle.

## Entstehung
Die Gedenkstätte wurde von den Architekten Ole und Anne-Christin Saß geplant und mit Hilfe des hierzu gegründeten Vereins Zeichen der Erinnerung e. V., dessen Vorstand unter anderem durch Roland Ostertag gebildet wurde, verwirklicht.
Die Gründung des Vereins wurde von der Stiftung Geißstraße Sieben initiiert. Sechzig Jahre nach der Deportation der Juden vom Stuttgarter Nordbahnhof brachte die Stiftung Geißstraße Sieben ein Denkblatt heraus. Aus der Tatsache heraus, dass das Gelände im Zusammenhang mit Stuttgart 21 überbaut werden sollte, entstand dann die Initiative, die Gleise als Erinnerungsstätte zu bewahren. Der Ort wurde durch eine Flatterbandaktion als Tatort weiträumig abgesperrt. Zusammen mit dem Infoladen Nordbahnhof schrieb die Stiftung Geißstraße Sieben einen internationalen Studentenwettbewerb für eine Gedenkstätte aus. Nach einem Workshop mit über 50 Studierenden und deren Professoren aus Deutschland, Italien und der Schweiz, wurde der Entwurf der Architekten Anne-Christine und Ole Saß im Mai 2002 prämiert. Der Gemeinderat der Stadt Stuttgart hat die Realisierung der Gedenkstätte am Inneren Nordbahnhof gebilligt.
Die Arbeit wurde vom Stuttgarter Bürgerprojekt Die AnStifter unterstützt. Die „AnStifterin“ Beate Müller hat im Zeitraum von Dezember 2004 bis Januar 2006 über 2000 Namen von jüdischen Menschen, die aus Stuttgart deportiert wurden und die Deportationen bis auf wenige Ausnahmen nicht überlebt haben, zusammengetragen. Die Namen dieser Menschen wurden an der Außenwand der Gedenkstätte angebracht. Durch weitere Recherchen konnten in der Zwischenzeit die Namen von etwa 300 weiteren Deportierten gefunden werden, die sich mit Stand vom April 2008 noch nicht an der Gedenkwand befanden. An der Wand befinden sich auch die Namen von Inge Auerbacher und ihren Eltern, die die Deportation nach Theresienstadt überlebten.
Das Projekt kostete insgesamt 500.000 Euro, von denen jeweils die Hälfte von der Stadt Stuttgart und von Spendern aufgebracht wurde. Am 14. Juni 2006 wurde die Gedenkstätte offiziell der Öffentlichkeit übergeben. Der Architekt Ostertag sagte über die Gedenkstätte „Zeichen der Erinnerung“: „Wir werden uns fragen lassen müssen, warum wir mehr als 64 Jahre brauchten, um uns hier der Vergangenheit zu stellen.“